# عامر (المغرب)
عامر هي قرية وجماعة قروية تقع في عمالة سلا بجهة الرباط سلا القنيطرة، المغرب، وبلغ عدد سكانها 46590 نسمة حسب الإحصاء العام للسكان والسكنى لسنة 2014.